# Перепись населения Канады
Перепись населения — наиболее фундаментальный источник информации о стране и её людях. Конституция Канады вменяет в обязанность федеральному правительству проводить перепись населения.
Первая перепись населения на территории Канады была проведена в 1666 году. До 1871 года, когда была проведена первая национальная перепись населения Канады, было проведено 98 переписей населения колоний и регионов. Количество и тип вопросов со временем меняются, приспосабливаясь ко времени и целям сбора информации.
В настоящее время статистическая служба Канады использует перепись населения чтобы получить данные о демографическом срезе населения Канады, проживающего в различных переписных областях. Так как перепись населения проводится каждые пять лет, то сравнение результатов текущей переписи с предыдущей даёт возможность изучать тенденции.

## Правовая основа
Конституционный акт 1867 года предусматривал перераспределение мест в Палате Общин по результатам переписи населения 1871 года и последующих переписей, проводимых каждые десять лет . После этого последовала серия законов, которая предшествовала акту о статистике, подписанному в 1970 году. Последний гласит: «Перепись населения Канады должна проводиться в июне 1971 года и каждые пять лет после этого». Сбор данных во время переписи населения подпадает под действие более 80 различных законов.
Кроме определения количества мест в парламенте, результаты переписи населения определяют границы федеральных выборных округов раз в десять лет. Федеральные выплаты провинциям и территориям также зависят от численности населения, показанной во время переписи.

## Значимые моменты
История проведения переписи населения Канады включает:
- 1666 — первая перепись населения в колонии;
- 1871 — первая национальная перепись населения;
- 1881 — лица, проводящие перепись, дают слово о неразглашении;
- 1891 — перепись населения рекламируется в газетах;
- 1901 — добавлены вопросы о религии, гражданстве, месте рождения и иммиграции;
- 1906 — первая специальная перепись северо-западных провинций;
- 1911 — последняя перепись с вопросами о физических недостатках;
- 1921 — механическое сведение в таблицы;
- 1931 — добавлены вопросы о безработице;
- 1941 — добавлены вопросы о рождаемости;
- 1951 — первая перепись населения, проводившаяся во всех 10 провинциях и 2 территориях (на тот момент);
- 1956 — первая мини-перепись в середине десятилетия; после неё перепись населения и сельского хозяйства будет проводиться каждые пять лет;
- 1961 — добавлены вопросы об уровне образования;
- 1966 — последняя перепись, проводимая только в формате интервью;
- 1971 — введено деление на короткую и длинную форму опросных листов;
- 1976 — последняя мини-перепись; последняя перепись с вопросом о главе семьи;
- 1981
- 1986 — первая полная перепись в середине десятилетия;
- 1991 — добавлены вопросы о гражданском браке;
- 1996 — вопросы переписного листа переведены на 49 неофициальных языков;
- 2001 — собирается информация об однополых гражданских браках;
- 2006 — перепись онлайн;
- 2011 — отменена обязательная полная форма переписи.